# آنژلو (بازیکن فوتبال، زاده ۱۹۵۳)
پائولینو آنژلینو ده سوزا با نام مستعار آنژلو (پرتغالی: Ângelo; ۳۱ مهٔ ۱۹۵۳ – ۲ اوت ۲۰۰۷) بازیکن فوتبال اهل برزیل بود.
از باشگاه‌هایی که در آن بازی کرده‌است می‌توان به باشگاه فوتبال اتلتیکو مینیرو، باشگاه فوتبال پونته پرتا، باشگاه فوتبال فلومیننزه، باشگاه فوتبال سانتا کروز، باشگاه ورزشی اسپورت رسیفی، و باشگاه فوتبال گوارانی اشاره کرد.
وی همچنین در تیم ملی فوتبال زیر ۲۳ سال برزیل بازی کرده‌است.